# Péter Szappanos
Péter Szappanos (* 14. November 1990 in Jászberény) ist ein ungarischer Fußballtorhüter.

## Karriere

### Verein
Nachdem Szappanos in seiner Jugend bei Jászberényi SE und Szent István SE gespielt hatte, verbrachte er von 2008 bis Februar 2009 in der U19 von Ferencváros Budapest und wechselte danach zu Dunaharaszti MTK. Zur Saison 2012/12 wurde er an den FC Tatabánya verliehen, wo er zwei Einsätze in der zweiten Liga hatte. Zur Saison 2014/15 wechselte er zu Zalaegerszegi TE FC. Hier kam er durchgehend zu Einsätzen. Nachdem er im Dezember 2017 seinen Stammplatz verloren hatte, wechselte er zur Saison 2018/19 zum Mezőkövesd-Zsóry SE. Dort hatte er ab November 2018 wieder einen Stammplatz inne und bekam seine ersten Einsätze in der ersten Liga. Teilweise kam er dabei als Mannschaftskapitän zum Einsatz.
Nach drei Spielzeiten zog er ablösefrei weiter zu Honvéd Budapest, wo er von August 2022 bis Februar 2023 das Amt des Kapitäns ausübte. Seit der Saison 2023/24 gehört er zum Kader des Paksi FC, wo er auch wieder im Tor gesetzt ist.

### Nationalmannschaft
Nach ersten Nominierungen für die ungarische A-Nationalmannschaft ab November 2021 gab Szappanos am 20. November 2022 sein Debüt auf dem Platz, als er bei einem 2:1-Freundschaftsspielsieg über Griechenland in der 92. Minute für Dénes Dibusz eingewechselt wurde. Auch in den folgenden Jahren gehörte er immer wieder zum Länderspielkader und wurde am 14. Mai 2024 von Nationaltrainer Marco Rossi für den Kader bei der Europameisterschaft 2024 berufen.